# Триплатинапентатулий
Триплатинапентатулий — бинарное неорганическое соединение
платины и тулия
с формулой Pt3Tm5,
кристаллы.

## Получение
- Сплавление стехиометрических количеств чистых веществ:

{\displaystyle {\mathsf {3Pt+5Tm\ {\xrightarrow {1490^{o}C}}\ Tm_{5}Pt_{3}}}}

## Физические свойства
Триплатинапентатулий образует кристаллы
гексагональной сингонии,
пространственная группа P 63/mcm,
параметры ячейки a = 0,8252 нм, c = 0,6128 нм, Z = 2,
структура типа трисилицида пентамарганца Mn5Si3
.
Соединение образуется по перитектической реакции при температуре ≈1490°C .